# Narrow
| Recensione | Giudizio |
| ---------- | -------- |
| NME        |          |

Narrow è il secondo album in studio del progetto musicale Soap&Skin, costituito dalla musicista austriaca Anja Plaschg. L'album è stato pubblicato il 10 febbraio 2012. Nello stesso è stato premiato dalla Independent Music Companies Association con una certificazione d'argento, che indica una vendita di almeno 20 000 copie in tutta Europa.

## Tracce
Testi e musiche di Anja Plaschg tranne dove indicato.
1. Vater – 5:36
2. Voyage, voyage – 5:18 (Dominique Albert Dubois, Jean-Michel Rivat)
3. Deathmental – 4:45
4. Cradlesong – 2:11
5. Wonder – 3:14
6. Lost – 1:57
7. Boat Turns Toward The Port – 3:07
8. Big Hand Nalls Down – 2:54
9. Jail – 0:55 – traccia bonus iTunes